# Vimto
Vimto er en sodavand, der sælges i Storbritannien. Den blev produceret som en urtesaft under navnet Vim Tonic, og flere årtier senere som sodavand. Den indeholder saft fra vindruer, hindbær og solbær (i en 3% koncentration), der er tilsat urter og krydderier for yderligere smag. Den oprindelige opskrift blev opfundet i 1908 af John Noel Nichols.
Vimto har også været solgt som konfekt under licens fra McCowan's og som sodavandsis. Den sælges i bådes dåser og flasker, samt fra fad på visse pubs.